# Corrida de Caminhões

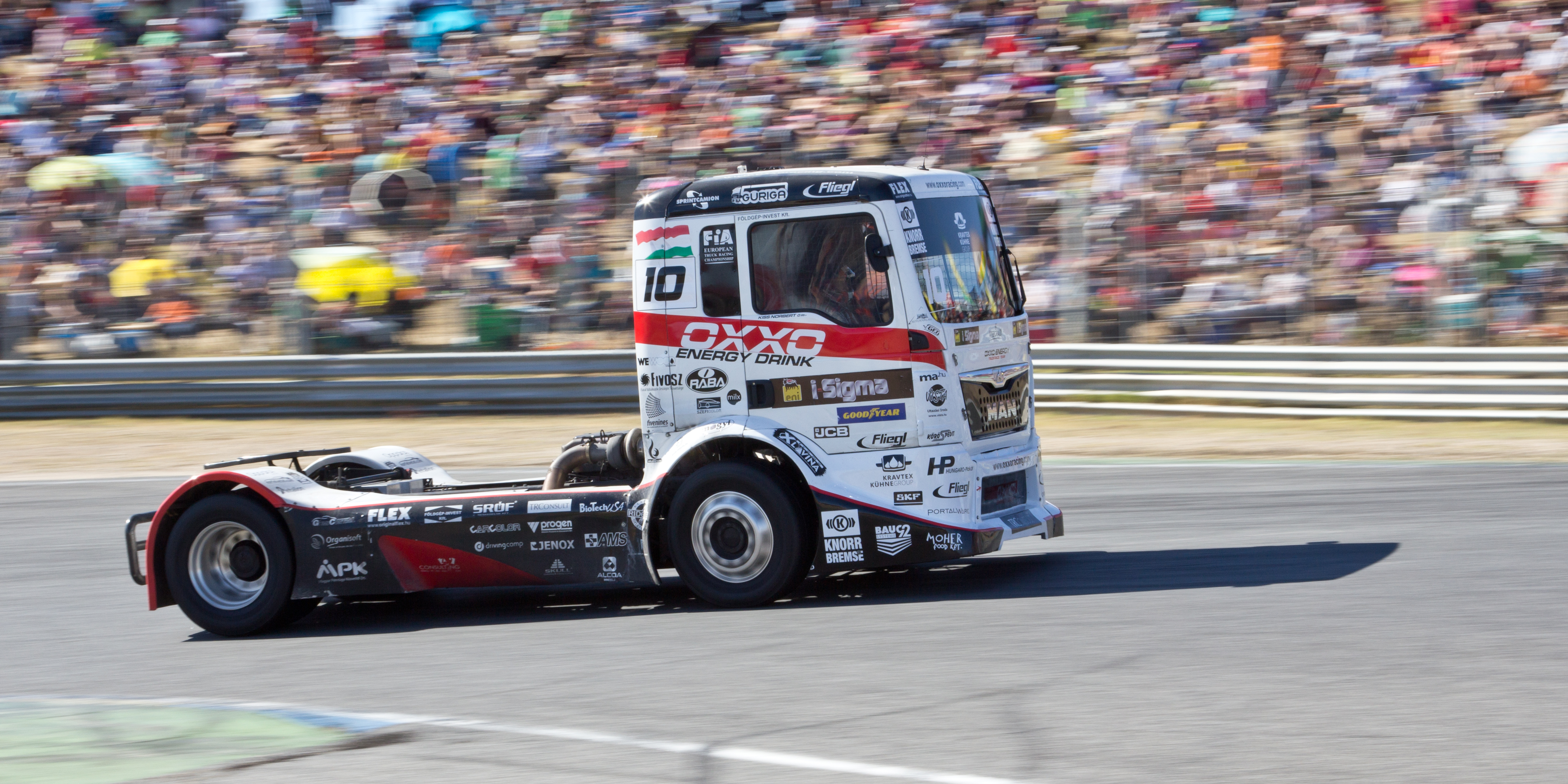
Norbert Kiss em uma etapa da EuroTruck com um caminhão-trator

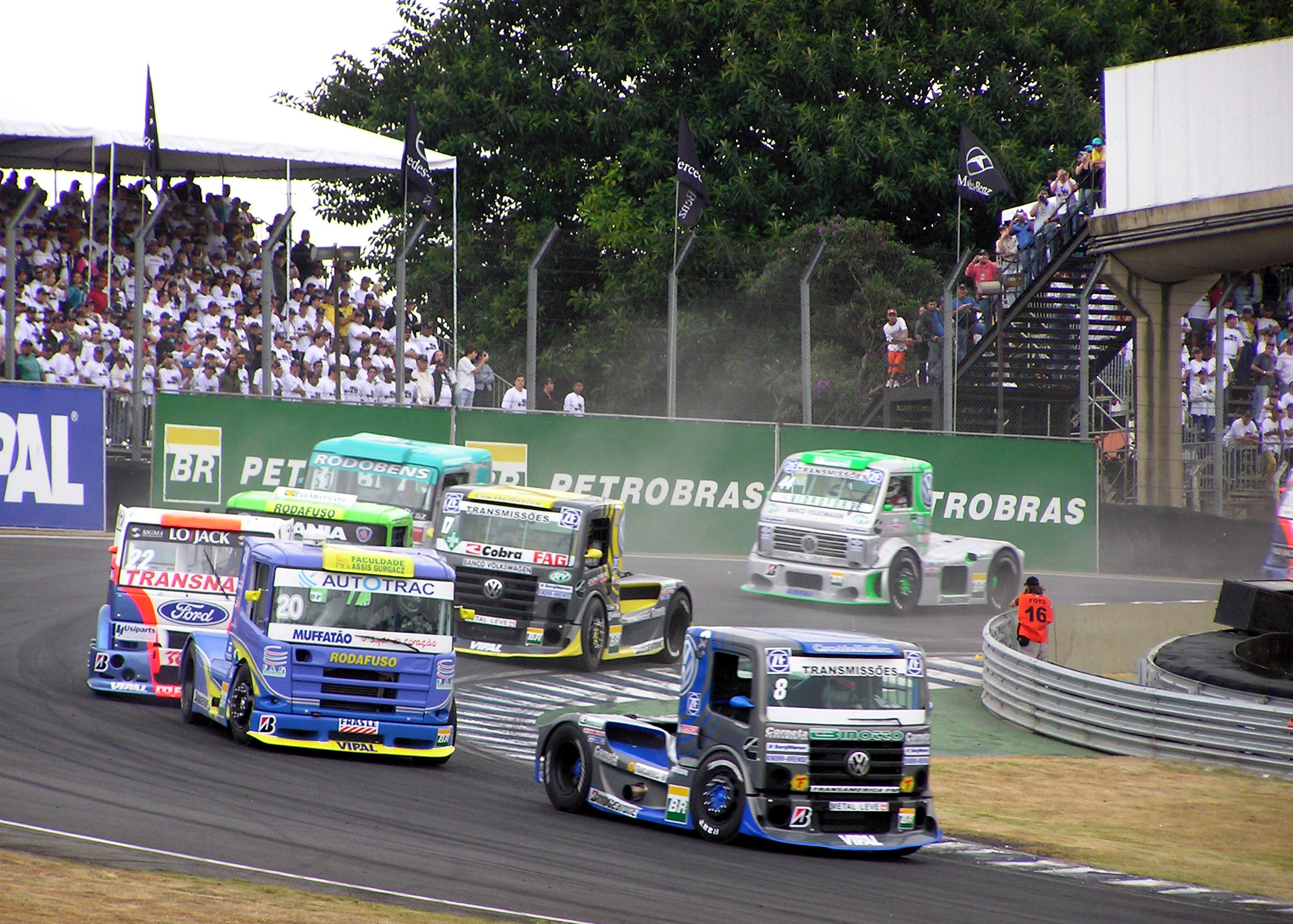
Fórmula Truck em 2006.

A Corrida de caminhões é uma forma de automobilismo que envolve versões modificadas de caminhões tratores em circuitos de corrida.

## Histórico
O esporte foi iniciado nos Estados Unidos no Atlanta Motor Speedway em 1979, e teve cenas de abertura no filme Smokey and the Bandit II, como forma de promoção do evento.

## Campeonatos de corrida de caminhões
- Fórmula Truck
- Copa Truck
- Campeonato Europeu de Caminhões
- T1 Prima Truck Racing Championship
- British Truck Racing

## Outros formatos

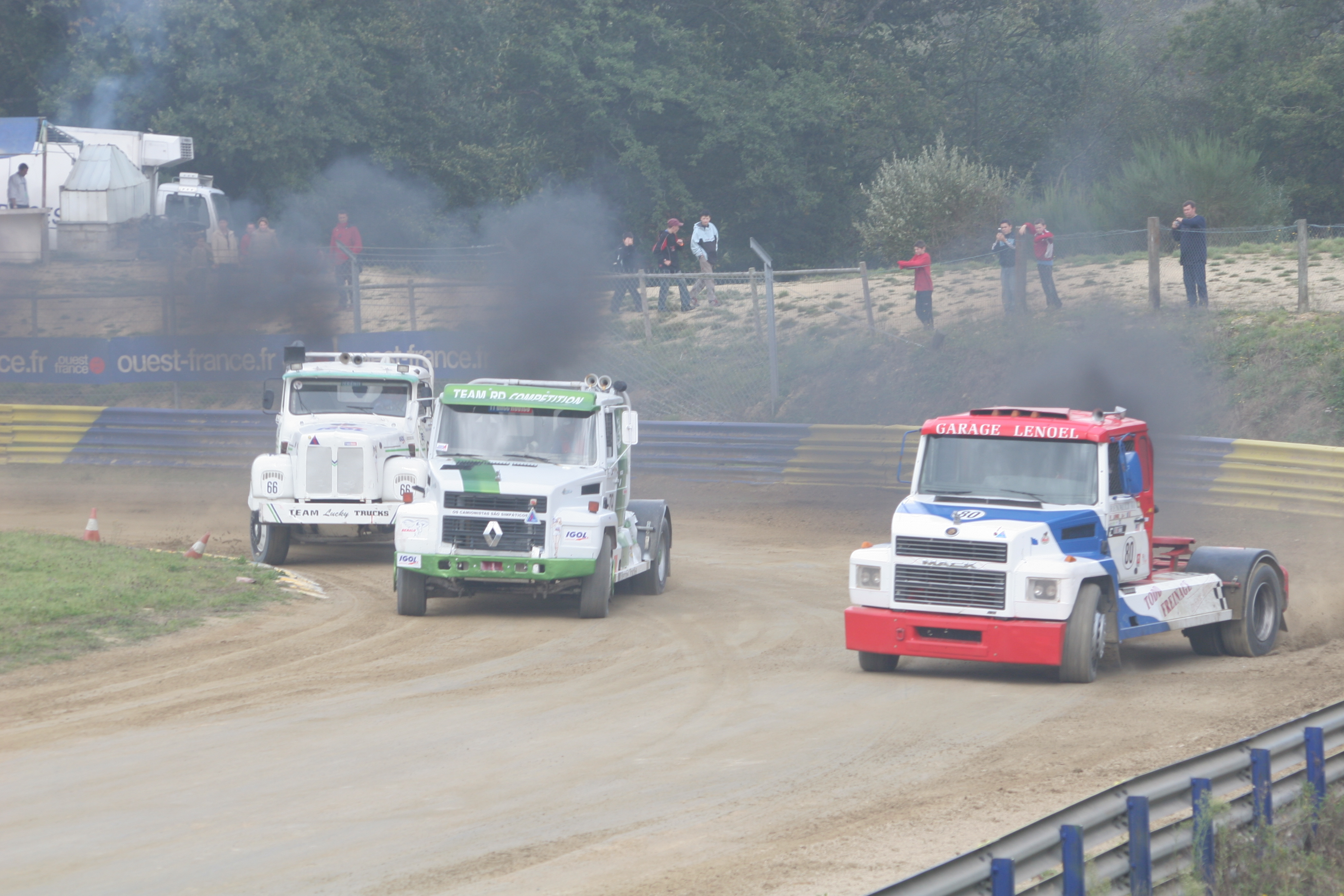
Copa de França de caminhão cross em Kerlabo.

Caminhões também são bastante populares nos rali raide, mais conhecidos como rali de navegação, onde possuem uma categoria exclusiva chamada (Grupo T4), como por exemplo no Rali Dakar e em outros ralis de navegação.
Na França, caminhões também são comuns em diversas competições Fora de estrada, como por exemplo o camion cross (caminhão cross em português), semelhante ao Ralicross mas com caminhões ao invés dos carros.
Também na Europa, é popular o Trial feito por caminhões, semelhante ao feito por motocicletas (moto trial). Eles possuem um campeonato europeu chamado de: Europa Truck Trial.

## Construtores de caminhões
| - DAF Trucks - Ford - Edwin Foden, Sons & Co. - ERF - Freightliner Trucks - Hino Motors - Hyundai Motor Company - Iveco - MAN SE - Mercedes-Benz - Renault Trucks | - Scammell - Scania AB - Seddon Atkinson - Sisu Auto - Tata Motors - UD Trucks - Volkswagen Commercial Vehicles - Volvo - ZiL |